# Hexacladia hilaris
Hexacladia hilaris är en stekelart som beskrevs av Burks 1972. Hexacladia hilaris ingår i släktet Hexacladia och familjen sköldlussteklar.
Artens utbredningsområde är Puerto Rico. Inga underarter finns listade i Catalogue of Life.